# Помпеї (муніципалітет)
Помпеї (італ. Pompei) — муніципалітет в Італії, у регіоні Кампанія, метрополійне місто Неаполь.
Помпеї розташоване на відстані близько 220 км на південний схід від Рима, 23 км на південний схід від Неаполя.
Населення — 25 397 осіб (2014).
Щорічний фестиваль відбувається 8 травня. Покровитель — Madonna del Rosario.

## Демографія
Населення за роками:

Станом на 1 січня 2023 року в муніципалітеті офіційно проживало 746 іноземців з 62 країн, серед них 188 громадян країн Євросоюзу та 161 громадянин України.

## Сусідні муніципалітети
- Боскореале
- Кастелламмаре-ді-Стабія
- Сант'Антоніо-Абате
- Санта-Марія-ла-Карита
- Скафаті
- Торре-Аннунціата